# 모리스 (만화가)

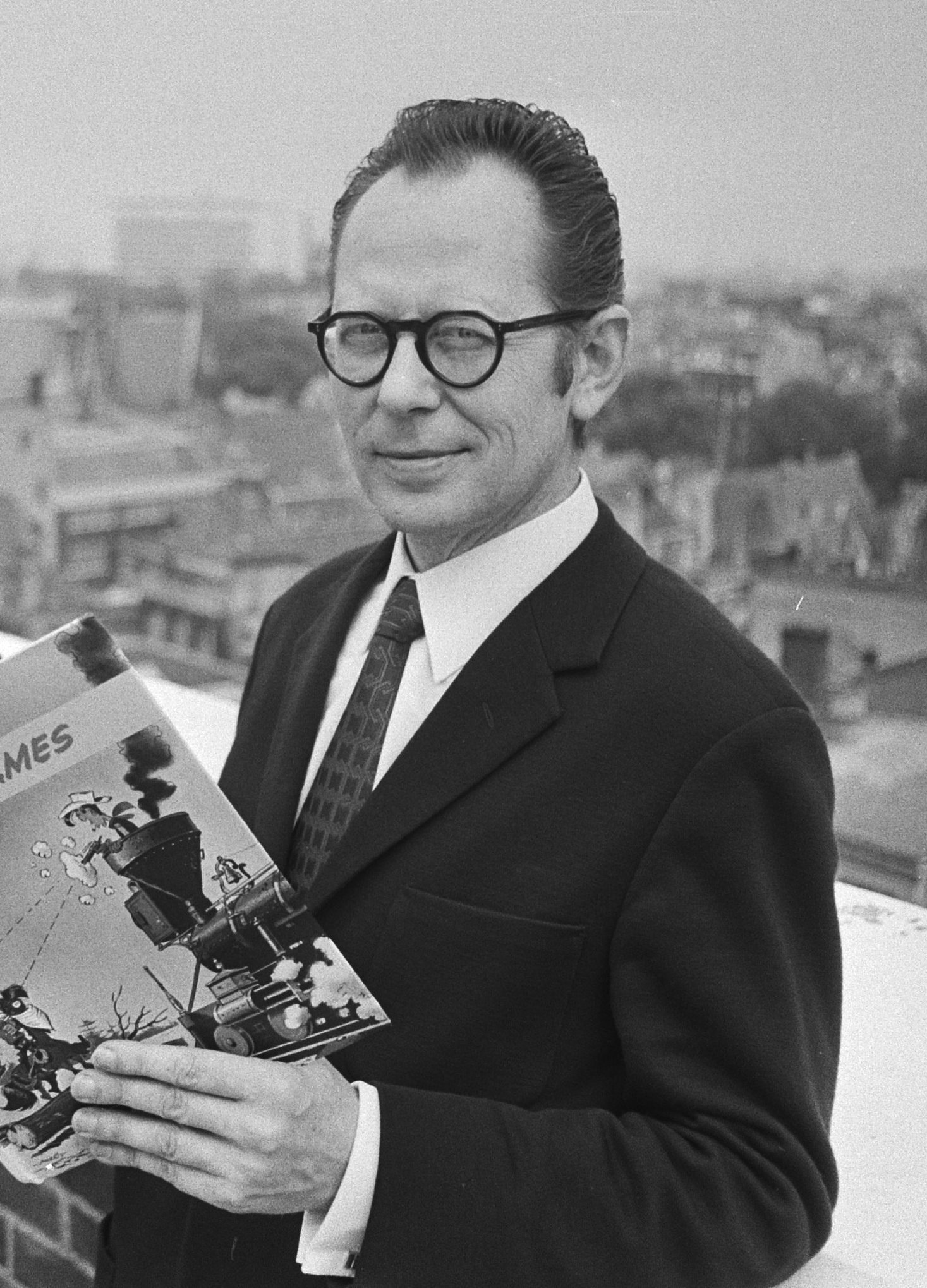
모리스

모리스 드 베베르(Maurice De Bevere, 1923년 12월 1일 ~ 2001년 7월 16일)는 벨기에의 만화가로, 모리스(Morris)라는 필명을 사용하였다. 《루키 루커》의 저자로 잘 알려져 있다.